# Yeliz Çiçek
Yeliz Çiçek (Nijmegen, 22 mei 1986) is een Nederlands journaliste.

## Leven en werk
Çiçek is de dochter van een Nederlandse moeder en Turkse vader. Ze kreeg haar opleiding aan het Canisius College (voorbereidend wetenschappelijk onderwijs) in haar geboortestad (1998–2004). Daarna volgde een studie communicatiewetenschappen aan de Universiteit van Amsterdam (2005–2009) en een studie modestyling (beeld) aan de Amsterdamse Artemis Academie (2009-2011).
Ze begon in 2011 als stagiaire bij modeblad Marie Claire. Dit ging niet als vanzelfsprekend over in een vaste betrekking; mede door onmin met haar vader belandde ze in een burn-out. Even later had ze toch vast werk voor dat blad als onder meer moderedacteur en digital director (2012-2016). Na die periode werkte ze twee jaar als freelance schrijfster. In 2018 werd ze adjunct-hoofdredacteur bij Glamour (2018-2020). In 2020 hoofdredacteur bij Linda.meiden (2020–2021).
Tussen 2021 en 2024 was ze hoofdredacteur bij Vogue. De werksituatie met zowel druk van boven af (directie), onderaf (modellen, fotografen) en vanuit haarzelf leidde tot een steeds groter gevoel van onbehagen, opnieuw een burn-out en uiteindelijk het vertrek in de zomer van 2024. Ze bracht daarop haar gevoel over haar werkgeschiedenis uit middels het boek Alles is mogelijk. Ze ging ook verder met haar eigen bedrijf Female Initiative.
Çiçek heeft een paar televisieoptredens achter de rug. Ze was onder meer te zien in De slimste mens (winterseizoen 2022/2023), Eus' Boekenclub (juni 2023) en HLF8 (tafelgast).
Çiçek had een langdurige relatie met amateurvoetballer Jordi Chris, die in de mode stapte met Four Amsterdam. In 2024 heeft ze al een aantal jaren een relatie met acteur Alkan Çöklü.